# إلياس الزغبي
إلياس زغبي (من 9 يناير 1912 إلى 16 يناير 2008) كان رئيس أساقفة بعلبك الكاثوليك اليونانيين والملكيين المدافعين عن المسكونية الكاثوليكية الأرثوذكسية. اشتهر بتدخلاته المسكونية خلال الفاتيكان الثاني ومهنته في الإيمان عام 1995، والمعروفة باسم مبادرة زغبي، والتي حاولت إعادة تأسيس الشركة بين الكنيسة الكاثوليكية اليونانية الرومانية والكنيسة الأرثوذكسية الشرقية مع الحفاظ على الشركة مع الكنيسة الكاثوليكية الرومانية.
كانت وجهات نظر زغبي حول مواضيع مثل «الشركة المزدوجة» الكاثوليكية الأرثوذكسية وفسخ الزواج مثيرة للجدل. وصفه النقاد بأنه الشقي الرهيب في كنيسته، في حين أشاد مؤيدوه بأنه صاحب رؤية نشطة سعى إلى توحيد الكنائس الشرقية.

## سيرة شخصية
وُلد إلياس زغبي في 9 يناير 1912 في القاهرة. كانت والدته، حن إسحاق يارد، كاثوليكية يونانية ملكية، وكان والده عبد الله مكيل زغبي من أتباع الكنيسة الأنطاكية الأرثوذكسية وكاثوليك مارونيًا سابقًا. هاجر الزوجان مؤخراً من لبنان واستقرا في حي عرب الجنينة في القاهرة. كان في المنطقة كنيسة ملككية قريبة حضرها والديه. تم تعميد إلياس وإخوته في إيمان الملكيين وتربيتهم في أسرة متدينة، وحضور القداس يوميًا، وقراءة الكتاب المقدس معًا كعائلة وصلاة المكتب كل مساء.
روى زغبي في مذكراته أنه تلقى أول اتصال هاتفي في سن السادسة عشرة. غادر بمباركة والديه في صيف عام 1928، متوجهاً إلى القدس للدراسة مع الآباء البيض في مدرسة ميلكيت في سانت آن. تم تعيينه كاهناً في كنيسة القديسة آن ملككيت في القدس في 20 يوليو 1936، وبعد ذلك تم تعيينه أستاذاً للأدب والرياضيات العربية في المعهد. عاد في وقت لاحق إلى القاهرة ككاهن أبرشي.
أثناء وجوده في مصر، نظر زغبي في قضايا المسكونية والانقسام بين الكنائس الأرثوذكسية الكاثوليكية والملكية الأرثوذكسية. عندما بدأ في دراسة الجذور التاريخية للفصل والانقسامات الحديثة في كنائس الشرق الأوسط، توصل إلى أن الانشقاق كان غير مبرر. بدأ أيضًا في التشكيك في هيمنة ما يسمى بالكنائس الموحدة على يد روما. تأثر زغبي، إلى جانب الكهنة الملكيين الآخرين في مصر مثل جورج حكيم وجوزيف الطويل، بالأب أوريستي كرامي، الذي دعا إلى ضرورة عودة الكنيسة الملكية إلى تقاليدها الصحيحة والعمل من أجل التواصل مع الكنيسة الأرثوذكسية.
في عام 1951 تم ترقيته إلى رئيس الأساقفة أثناء الخدمة في الإسكندرية. أثناء وجوده هناك هُدد بالاعتقال بسبب منعه تنفيذ حكم صادر عن محكمة شرعية. في 27 أغسطس 1954، تم تعيينه أسقفًا مساعدًا لأنطاكية؛ ثم، في 2 سبتمبر 1954، تم تعيينه رئيس أساقفة النوبة. تم تكريس زغبي رسميًا للأسقف في 21 نوفمبر 1954، عندما تم ترقيته إلى النائب البطريركي لمنطقة الإسكندرية والقاهرة والسودان.
كزعيم للكنيسة الملكيّة في مصر، كان زغبي مؤيدًا صريحًا لحقوق المسيحيين، وعارض القيود المفروضة عليها بموجب قانون الأحوال الشخصية في ذلك البلد. قام نظام ناصر بسجنه في 20 ديسمبر 1954، لمعارضته العامة للنظام الأساسي. وأُطلق سراحه بعد ذلك بفترة قصيرة، واصل دوره ككاهن أبوي في مصر.

### الفاتيكان الثاني وبعلبك
كان زغبي أحد الأساقفة الكاثوليك الشرقيين الأكثر نشاطًا للمشاركة في المجمع الفاتيكاني الثاني، حيث قدم أحد عشر تدخلاً. في حين أن بعض التدخلات كانت رعوية بطبيعتها، كان عدد لا بأس به من المسكونية، مع التركيز على الكنائس الشرقية وعلاقتها بالمسيحية الغربية. ساعدت جهود زغبي في تشكيل تكوين الكنيسة الشرقية ، على الرغم من خيبة أمله، فإنه لم يعالج بشكل مناسب احتياجات الكنائس الكاثوليكية الشرقية أو سد الفجوة بين الأرثوذكسية والكاثوليكية. في حين شجع الكنائس الشرقية الكاثوليكية الشرقية التمسك بالتقاليد وقيمهم، ورأى الزغبي أن «تحويل [إد] البصر» لi n t e r c o m mu n i o n صحيح (الاتصالات... في s a c r i s).
بعد المجلس انه يعارض قبول الروماني مجمع الكرادلة من الملكيين البطريرك مكسيموس الرابع الصائغ، مشيرا إلى أن زعيم الكنيسة الكاثوليكية الشرقية يجب أن لا عقد مكتب اللاتينية طقوس المرؤوس. في الاحتجاج، استقال زغبي من منصبه كنائب البطريرك في الإسكندرية. توفي ماكسيموس الرابع في عام 1967 ؛ كان خليفته، M a x i m o s V H a k i m ، صديقًا لزوجبي وزميلًا مصريًا. في آب / أغسطس 1968، انتخب سينودس الملكيت أسقف زغبي في بعلبك ليحل محل الأبرشي المتوفى، جوزيف معلوف. تم تنصيبه كرئيس أساقفة هناك في 9 سبتمبر 1968، وقاد الأبرشية الصغيرة خلال الحرب الأهلية اللبنانية. في عام 1982 تم اختطافه من قبل الإرهابيين الموالين لإيران.
تقاعد زغبي في 24 أكتوبر 1988، عن عمر يناهز 76 عامًا. وظل داعية ا نشطًا للمسكونية بعد تقاعده، وحث على إعادة توحيد الكنيسة الكاثوليكية اليونانية الرومانية والكنيسة الأنطاكية الأرثوذكسية. توفي في 16 يناير 2008 في لبنان. أقيمت جنازته في 19 يناير في كنيسة القديس بولس في حريصا.

## المسكونية ومبادرة زغبي
اكتسبت مبادرات زغبي المسكونية مكانة بارزة في أيار / مايو 1974 بتبادل الزيارات بين المجامع الكاثوليكية الرومانية والكنودس الأرثوذكسية الأنطاكية، والتي اجتمعت في وقت واحد في لبنان.
خلال زيارة وفد الملك الكاثوليكي إلى المجمع الأرثوذكسي الزغبي لفت الانتباه إلى حقيقة أن الأسباب الأصلية للانفصال بين المجموعتين لم تعد موجودة وأن الطريق مفتوح أمام «الخلق على مراحل من اتحاد حقيقي بين الكنيستين، دون انتظار اتحاد كنيسة روما والكنائس الأرثوذكسية».
بعد ذلك، وافقت الكنائس على تشكيل لجان منفصلة للحوار. أوجز زغبي وجهات نظره حول الموضوع في كتابه «الانعكاسات المسكونية» ، الذي وصفه فسيفولود، الأسقف الأرثوذكسي في سكوبيلوس، كدعوة «إلى ميتانويا المسكونية... للاعتراف بأنه حيثما يوجد الإيمان المشترك الأساسي الذي يحمله الكاثوليك والأرثوذكسية، ليس هناك عائق يمكن الدفاع عنه أمام القربان المقدس».

## وجهات النظر حول فسخ الزواج
أثناء حضور الفاتيكان الثاني زغبي تحدث إلى المجلس في 29 سبتمبر 1965، حول صدمة الزوج البريء في حالات الزنا. اقترح زغبي حلاً يعتبر الزنا والتخلي عن أسباب فسخ الزواج:
«نحن نعرف إلى أي مدى حاول آباء الكنيسة الشرقية إثناء الأرامل والأرامل عن الزواج الثاني، وبالتالي إتباع نصيحة الرسول، لكنهن لم يرغبن أبدًا في حرمان الزوج الأبرياء الذي تم التخلي عنه ظلما من حق الزواج مرة أخرى. هذا التقليد، الذي تم الحفاظ عليه في الشرق، والذي لم يتوب على الإطلاق خلال عشرة قرون من الاتحاد، يمكن قبوله مرة أخرى واعتماده من قبل الكاثوليك. إن التقدم في الدراسات البطريركية قد أبرز بالفعل مذهب الآباء الشرقيين الذين لم يكونوا أقل تفسيرات أو أخلاقيات مؤهلين من الغربيين.» 
في الشهر التالي، أعلن بطريرك الملك مكسيموس الرابع ذلك، بينما يتمتع «رئيس الأساقفة زغبي، مثله مثل جميع آباء المجلس، بحرية كاملة في قول ما يفكر فيه. . . [زغبي] يتحدث فقط عن نفسه شخصيًا. فيما يتعلق بقلب المشكلة، يجب أن تتمسك الكنيسة بعدم قابلية الزواج للزواج.» 

## منشورات الياس زغبي
- نحن جميعا الانشقاق (توس الانقسامات؟). (ردمك 978-1-56125-019-6)
- صوت من الشرق البيزنطي . (ردمك 978-1-56125-018-9) ISBN   978-1-56125-018-9 . يركز هذا العمل في اللاهوت المسكوني وعلم الكنسية على دور الكنائس الكاثوليكية الشرقية في تعزيز قضية الوحدة المسيحية.
- الانعكاسات المسكونية . (ردمك 978-1-892278-06-7) ISBN   978-1-892278-06-7 . ترجمة الأسقف نيكولاس سمرة، 1998
- St. Mathiew، lu par un Eveque d'Orient . مجلدين
- لو كريدو دي لامور . مختارات الشعر
- صب فيفر نوتردام . مختارات الشعر
- المذكرات. Un Eveque peu commode، dit-on . السيرة الذاتية الانعكاسات
- Une Experience de Vie en Christ .
- Quand la Tendresse divine se fait Mere .
- يوني الأرثوذكسية! توحد، غير! . مستنسخة في مجلة الكنائس الشرقية ، 2 : 3 (1995)

## روابط خارجية
- تعليق سبتمبر 1996 على مبادرة Zoghby من سينودس Melkite واستجابة الكاردينال جوزيف راتزينجر
- الملك الروماني الكاثوليكي الأبرشي من نيوتن